# Żelazno (Dolnoslezské vojvodství)
Żelazno (německy Eisersdorf) je  vesnice v Polsku ležící v okrese Kladsko, v Dolnoslezském vojvodství. Nachází se 7 km jižně od Kladska, k jehož vesnické gmině administrativně patří.
Původně (léta 1945–1974) obec spadala pod vratislavské vojvodství, později (léta 1975–1998) pod vojvodství valbřišské. Rozkládá se na rozloze 12,11 km² a v roce 2020 zde žilo 805 obyvatel.

## Poloha
Żelazno se nachází v údolí řeky Biała Lądecka v jihovýchodní části Kladské kotliny. Nadmořská výška obce se pohybuje v rozmezí 310 až 345 m n. m.
Obec sousedí na západě s Krosnowicemi, na východě jsou to Ołdrzychowice Kłodzkie a Romanowo, na jihu Gorzanów, Mielnik a Piotrowice a na severu Marcinów.

## Historie

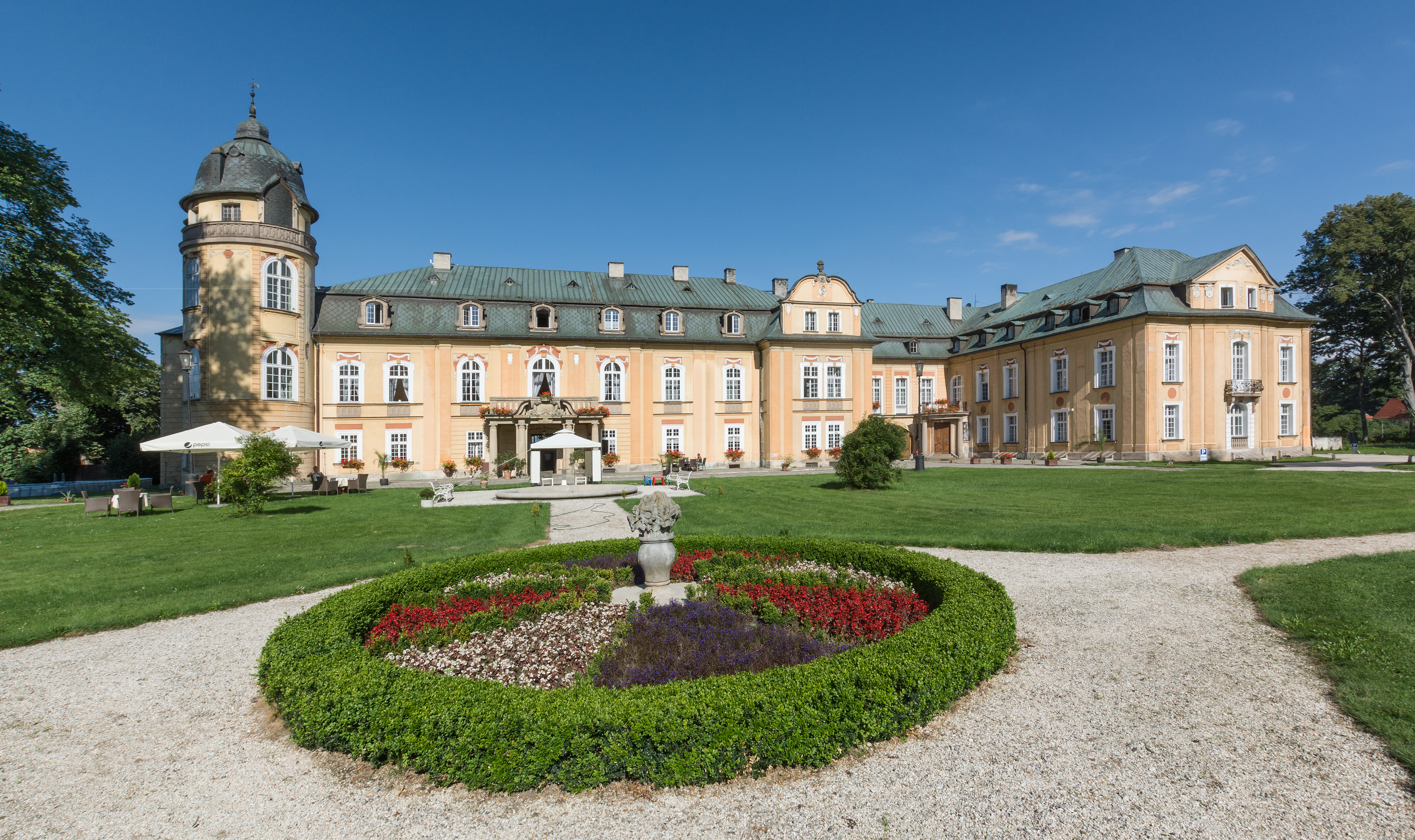
Zámek v Żelazně

Obec Żelazno je kolonizační vsí v jižní části kladského kraje, jejíž počátky se datují do první poloviny 13. století. Osada vznikla na křižovatce dvou důležitých obchodních cest - Solné cesty a Jantarové stezky. Prvními známými majiteli Żelazna byli Pannewitzové, kteří zde v roce 1327 založili kostel a zároveň dostali nad kostelem patronát od českého krále Jana Lucemburského.
V roce 1350 majitelé části obce - bratři von Glubos prodali svůj statek pražskému biskupovi Arnoštovi z Pardubic.
Během bojů s císařskou armádou po bitvě na Bílé hoře, bylo zabito asi 200 rolníků ze vsi a blízkého okolí.
V 18. století byla prakticky celá vesnice v rukou jezuitských mnichů z Kladska. Po zrušení jezuitského řádu se majitelé jednotlivých částí Železna často střídali.
V letech 1797–1798 A. Hoffmann, majitel hlavní části obce, nechal postavit zámek. Roku 1836 koupil velkou část obce (Dolní Żelazno, něm. Nieder–Eisersdorf) průmyslník Hermann Dietrich Lindheim, který mezi obcemi Żelaznem a Krosnowicemi vybudoval obří přádelnu bavlny a tkalcovnu. Přádelna s dvaceti tisíci vřeteny byla poháněna vodami řeky Biała Lądecka. V roce 1840 byla obec jednou z největších v regionu. Byl zde také regionálně důležitý lom s centrem výroby vápna. Roku 1865 byl v obci postaven druhý zámek, a to rodiny von Münchhausen.
V roce 1897 byla se stanicí vesnicí vedena železniční trať do Stronie Slaskie, která byla výchozím bodem pro výlety na hory Krowiarki a vrch Wapniarka s rozhlednou.
Během 2. světové války byl v obytné věži zřízen malý pracovní tábor, ve kterém bylo asi 20 vězňů různých národností, včetně Francouzů, Britů a Poláků.
Po skončení války se z rozhodnutí vítězných mocností stalo Kladsko součástí polského státu. Během několika let bylo místní obyvatelstvo vysídleno hluboko do Německa a na jejich místo přišli noví polští obyvatelé.
Bývalé statky byly znárodněny a převzaty do vlastnictví státu. Některé památky byly zrekonstruovány, v paláci je rekreační středisko, v rytířské věži odkaz na památku pracovního tábora.

## Pamětihodnosti
- Obytná věž – bývalá středověká tvrz
- Zámek v Żelazně
- Zámek rodiny von Münchhausen
- Gotický kostel sv. Martina